# حافل (الرجم)

تعديل مصدري - تعديل

حافل هي إحدى قرى عزلة بني المصعب بمديرية الرجم التابعة لمحافظة المحويت، بلغ تعداد سكانها 370 نسمة حسب تعداد اليمن لعام 2004.